# Friedrich von Fürstenberg (Diplomat)
Friedrich V. von Fürstenberg (seit 1660 Reichsfreiherr) (* 31. Oktober 1618 in Königstein; † 7. Juli 1662 auf Schloss Herdringen) war zunächst Domherr, später Erbe des Familienbesitzes und Rat des Herzogtum Westfalen und kurkölner Diplomat.

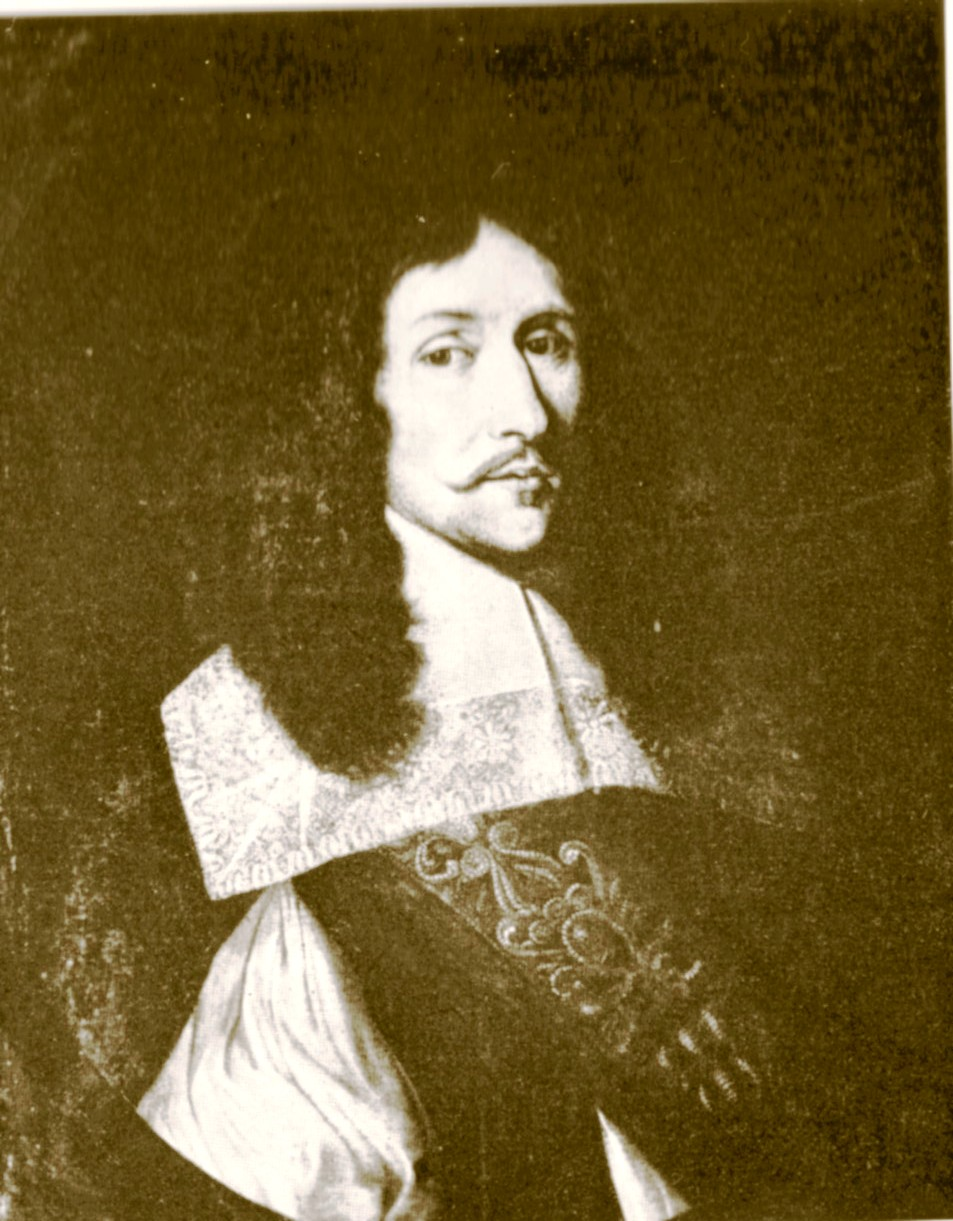
Friedrich von Fürstenberg

## Familie
Er war Sohn des gleichnamigen Vaters des Landdrosten Friedrich von Fürstenberg aus der westfälischen Familie von Fürstenberg und der Anna Maria von Kerpen. Zu seinen Geschwistern zählen unter anderem Dietrich Caspar später Dompropst in Mainz, Wilhelm Dompropst in Münster, Ferdinand Fürstbischof von Paderborn, Franz Wilhelm Landkomtur des Deutschen Ordens und Johann Adolf Dompropst in Paderborn.
Im Jahr 1645 heiratete Friedrich seine erste Ehefrau Anna Katharina von der Leyen. Mit dieser hatte er acht Kinder. Anna Katharina starb 1658 und wurde in der Franziskanerkirche in Attendorn begraben. Nach dem Tod seiner ersten Frau heiratete Friedrich ein Jahr später Maria Elisabeth von Breidbach. Aus dieser Ehe stammten zwei Kinder, darunter Ferdinand von Fürstenberg (1661–1718).

## Frühe Jahre
Wegen seiner Schwäche bei der Geburt empfing er eine Nottaufe. Friedrich wurde von seiner Familie zunächst für den geistlichen Stand vorgesehen. Er erhielt 1629 in Mainz die erste Tonsur. Seit 1639 erhielt er eine Stelle als Domherr in Würzburg. Im Jahr 1641 begleitete er den Fürstbischof Franz Wilhelm von Wartenberg auf einer Reise nach Loretto und Rom. Dort traf er mit seinem Bruder Dietrich Caspar zusammen.
Nach seiner Rückkehr stand 1642 fest, dass Friedrich weltlicher Erbe der Familie werden sollte. Daraufhin hat er auf seine Domherrenstelle verzichtet. Zusammen mit seinem Bruder Wilhelm unternahm er zur Fortsetzung seiner Ausbildung eine Reise nach Frankreich.
Als Kammerjunker diente er in der Folgezeit Franz Wilhelm von Wartenberg und begleitete diesen 1644 zu der Friedensverhandlungen in Münster.

## In kurkölner Diensten

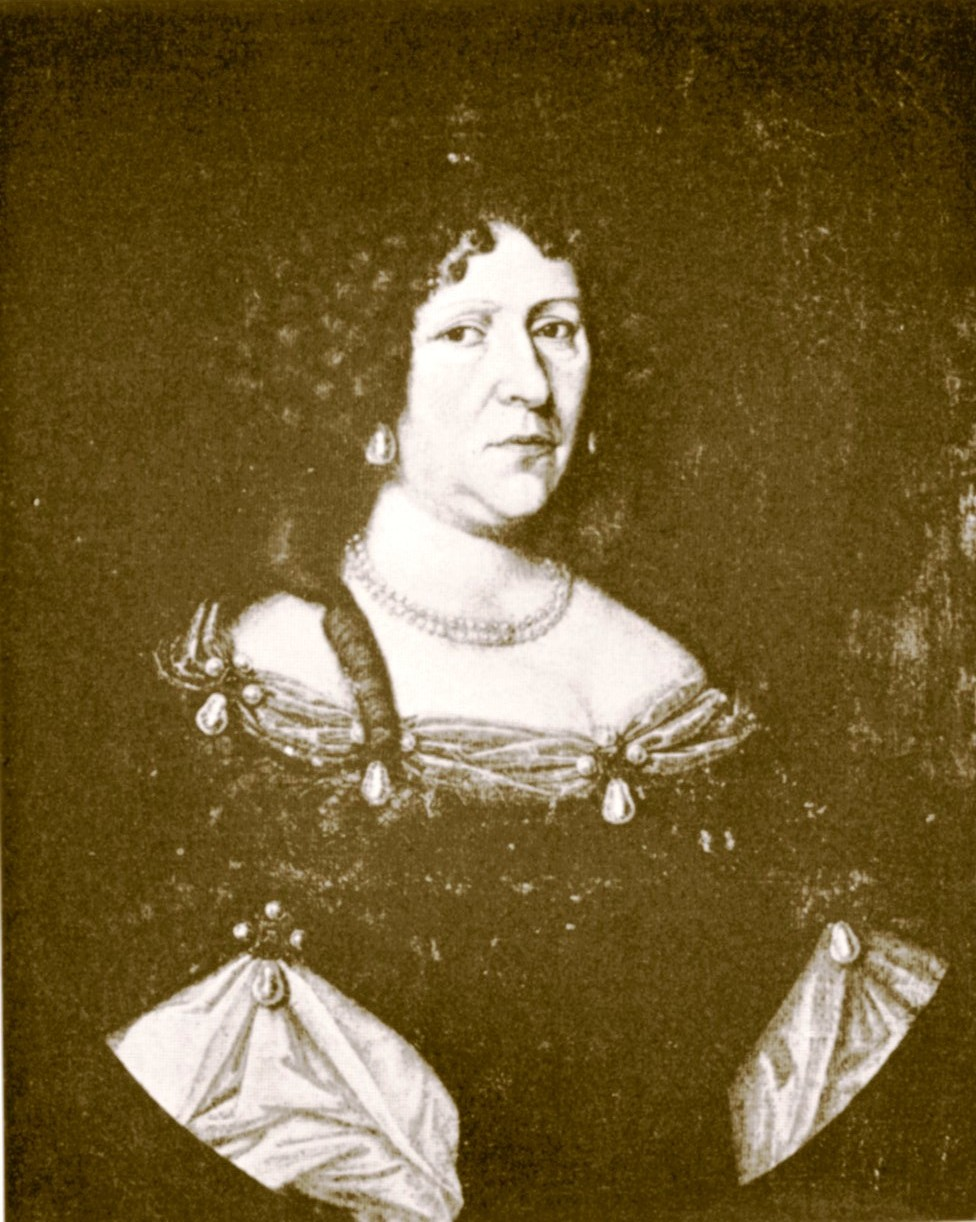
Maria Elisabeth von Fürstenberg, geborene von Breidbach zu Bürresheim (1623–1679)

Kurfürst Ferdinand von Bayern ernannte Friedrich zum Rat in der Regierung des Herzogtums Westfalen. Nach dem Tod des Vaters übernahm Friedrich das Erbe. Damit verbunden war die Sorge für seine Geschwister. Um deren Ausbildung finanzieren zu können, musste er zeitweise sogar den Schmuck seiner Ehefrau versetzen und hohe Schulden machen.
Im kurkölnischen Diensten war Friedrich mit verschiedenen bedeutenden Missionen betraut. Im Jahr 1649 verhandelte er mit Amalia Elisabeth von Hessen-Kassel über den Abzug ihrer Truppen aus dem Herzogtum Westfalen. Da dies nicht zum Erfolg führte, reiste er 1650 nach Nürnberg. Kurfürst Maximilian Heinrich von Bayern sandte ihn 1650 zur Bischofswahl nach Münster mit dem Ziel die Kandidatur des Kurfürsten auch für diesen Posten zum Erfolg zu führen. Diese Mission scheiterte. Anstatt Maximilian Heinrich wurde Christoph Bernhard von Galen zum Bischof gewählt. Ein Jahr später war Friedrich von Fürstenberg damit beauftragt den vor der Fronde geflohenen Kardinal Mazarin zu empfangen und diesen zu dessen Exil auf Schloss Brühl zu geleiten. Ebenfalls 1651 reiste er als Gesandter nach Düsseldorf um die kurfürstliche Vermittlung im wieder entbrannten Jülich-Klevischen Erbfolgestreit anzubieten. Zusammen mit dem Kurfürsten nahm Friedrich 1653 am Reichstag in Regensburg teil. Im April 1654 war er Befehlshaber der kurkölner Truppen, die mit Einheiten aus Kurmainz und Kurtrier die Burg Hammerstein einnahmen.
Im Herzogtum Westfalen war er 1654 zusammen mit dem damaligen Landdrosten Dietrich von Landsberg am Zustandekommen des Recessus perpetuae concordiae – einem Abkommen zwischen den Landstände der Ritter und Städte – beteiligt. Politischen Einfluss hatte er auch im Hochstift Paderborn, nachdem sein bischöflicher Bruder ihn zum Paderborner Rat ernannt hatte.

## Familienpolitik
Im familiären Bereich hat er das Reichskammergericht angerufen, um die Besitzverhältnisse der Pfandschaft der Ämter Bilstein und Waldenburg klären zu lassen. Nachdem das Ergebnis für die Familie Fürstenberg positiv ausgefallen war, wurde Friedrich 1647 mit den beiden Ämtern vom Kurfürsten belehnt. Allerdings musste er 1652 einen Vergleich in dieser Sache hinnehmen. Die Landstände des Herzogtums Westfalen waren bereit, dass einst geleistete Darlehen der Familie Fürstenberg mit insgesamt 42.000 Reichstalern abzulösen. Den Fürstenbergern blieb aber bis zur vollständigen Abtragung der Schuld ein eingeschränktes Nutzungsrecht.
Friedrich gelang es indes einen ebenfalls alten Streit um die Vogteirechte des Klosters Grafschaft beizulegen. In der Folge genehmigte Kaiser Leopold 1660 in einem Diplom die Wappenvereinigung der Familie von Fürstenberg mit dem der ehemaligen Edelherren von Grafschaft. Im selben Jahr wurden Friedrich und seine Brüder in den erblichen Reichsfreiherrenstand erhoben.
Neben seinen verschiedenen politischen Tätigkeiten hat er mit Hilfe von Bergleuten aus der Gegend von Essen versucht in Herdringen Steinkohle zu fördern. Dieser Versuch musste angesichts der örtlichen Geologie allerdings scheitern.
Nach einem längeren Leiden verstarb Friedrich im Beisein seines Bruders Ferdinand von Fürstenberg am 7. Juli 1662 auf Schloss Herdringen. Seine Leiche wurde mit Maultieren nach Attendorn überführt, wo er in der Franziskanerkirche beigesetzt wurde.